# 芒廷霍姆 (北卡羅來納州)
芒廷霍姆（英語：Mountain Home）是位於美國北卡羅來納州亨德森縣的一個人口普查指定地區。